# Ilex latifolia
Ilex latifolia là một loài thực vật có hoa trong họ Aquifoliaceae. Loài này được Thunb. mô tả khoa học đầu tiên năm 1784.

## Hình ảnh

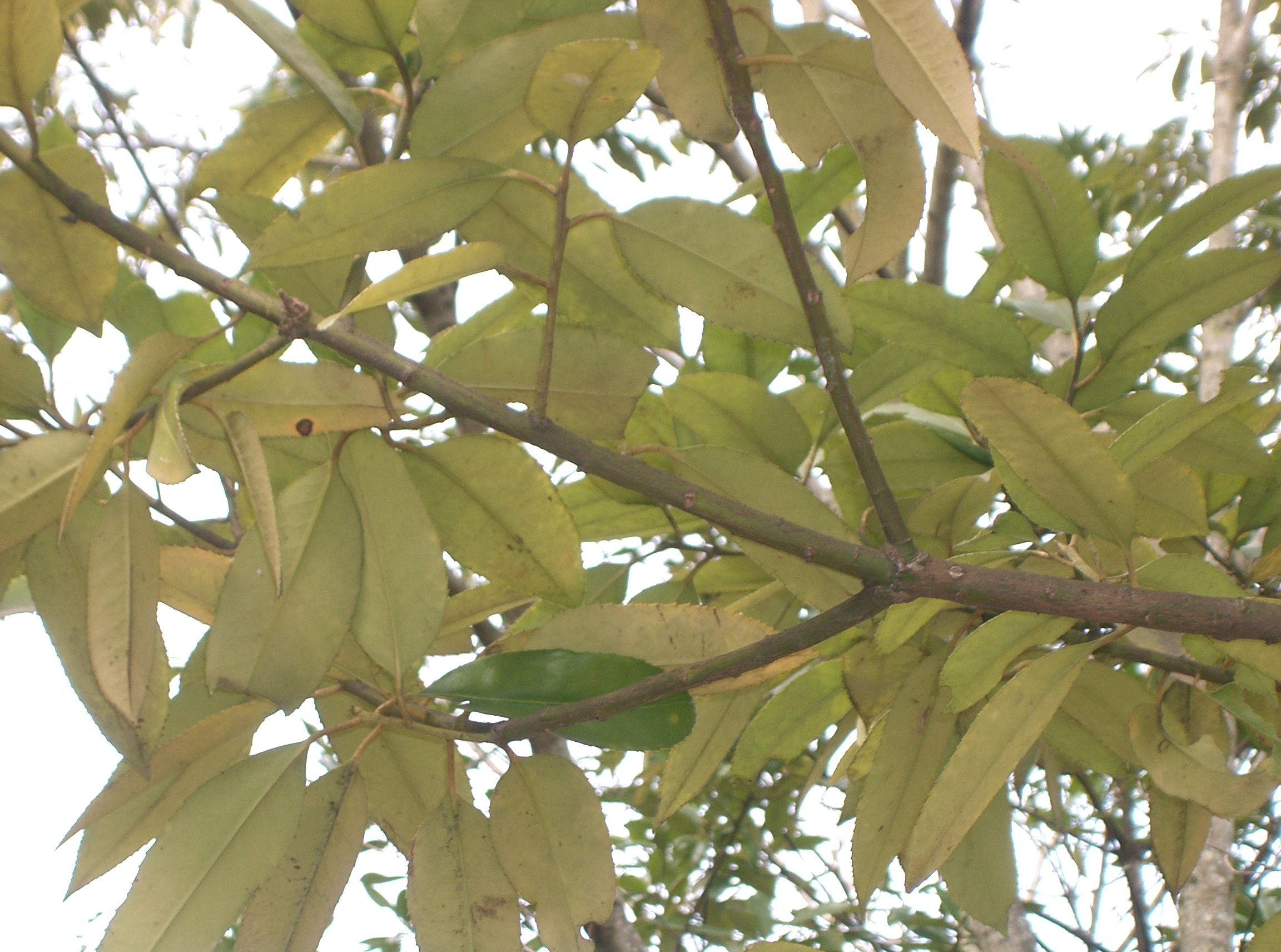
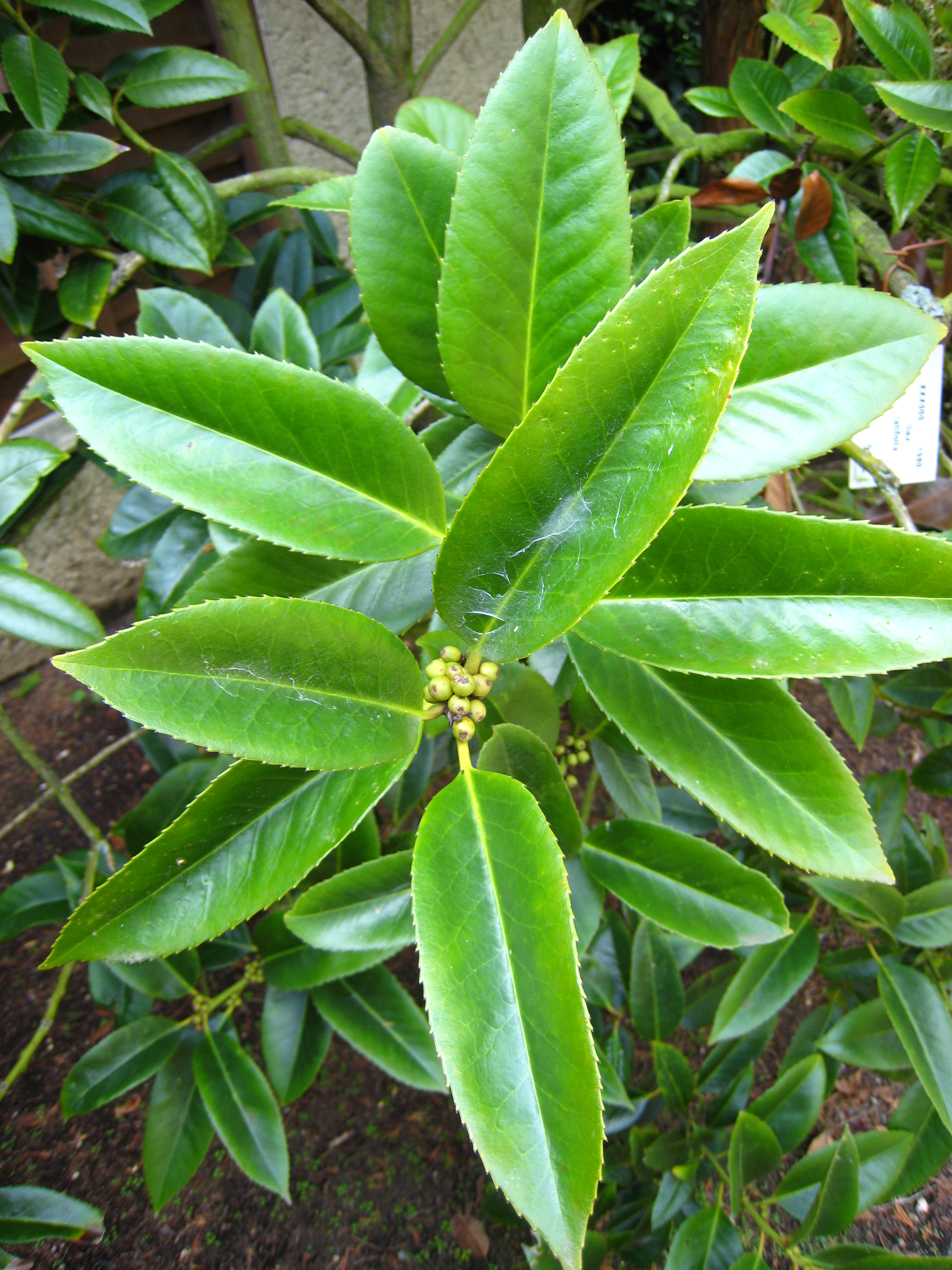
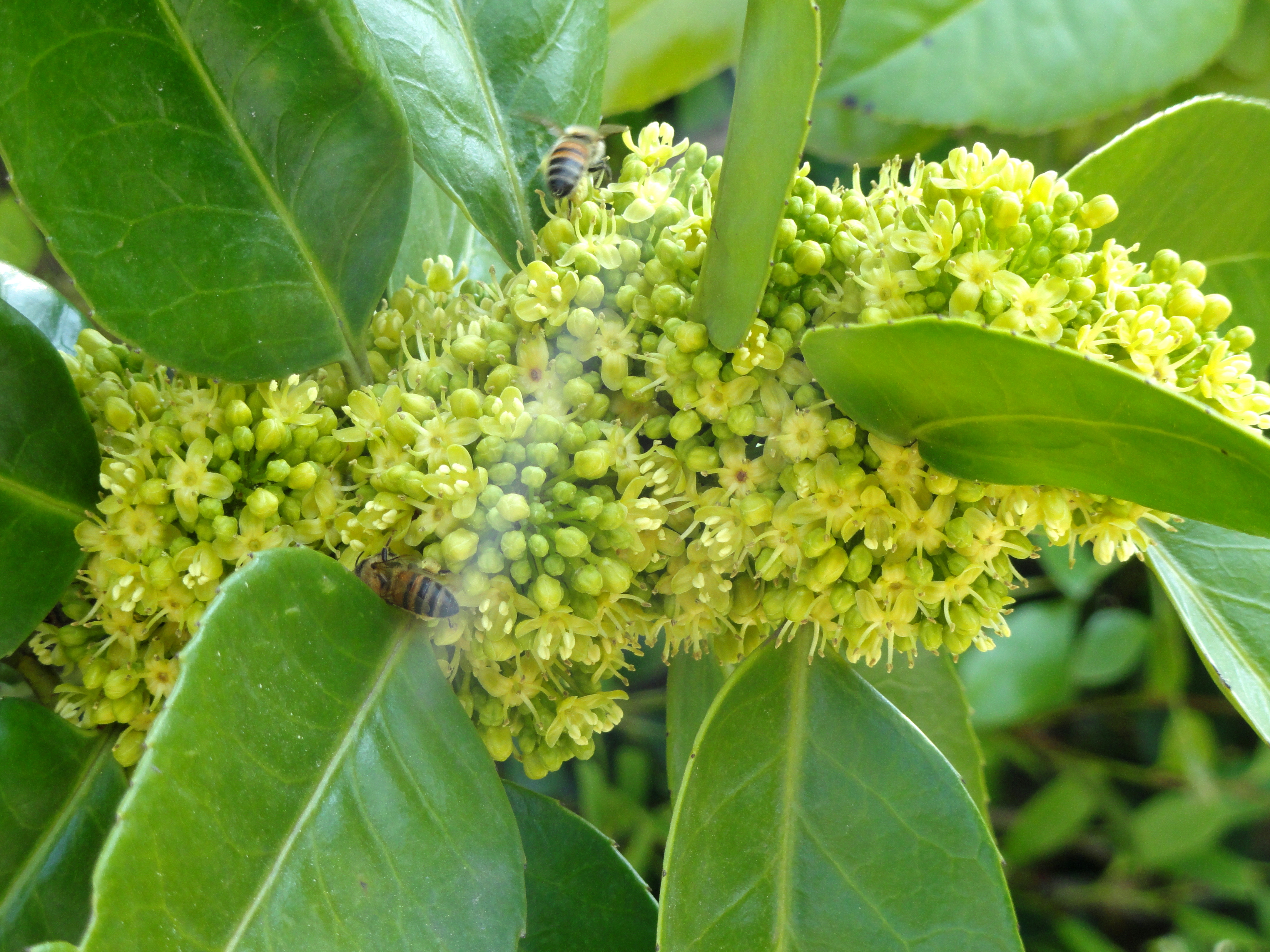
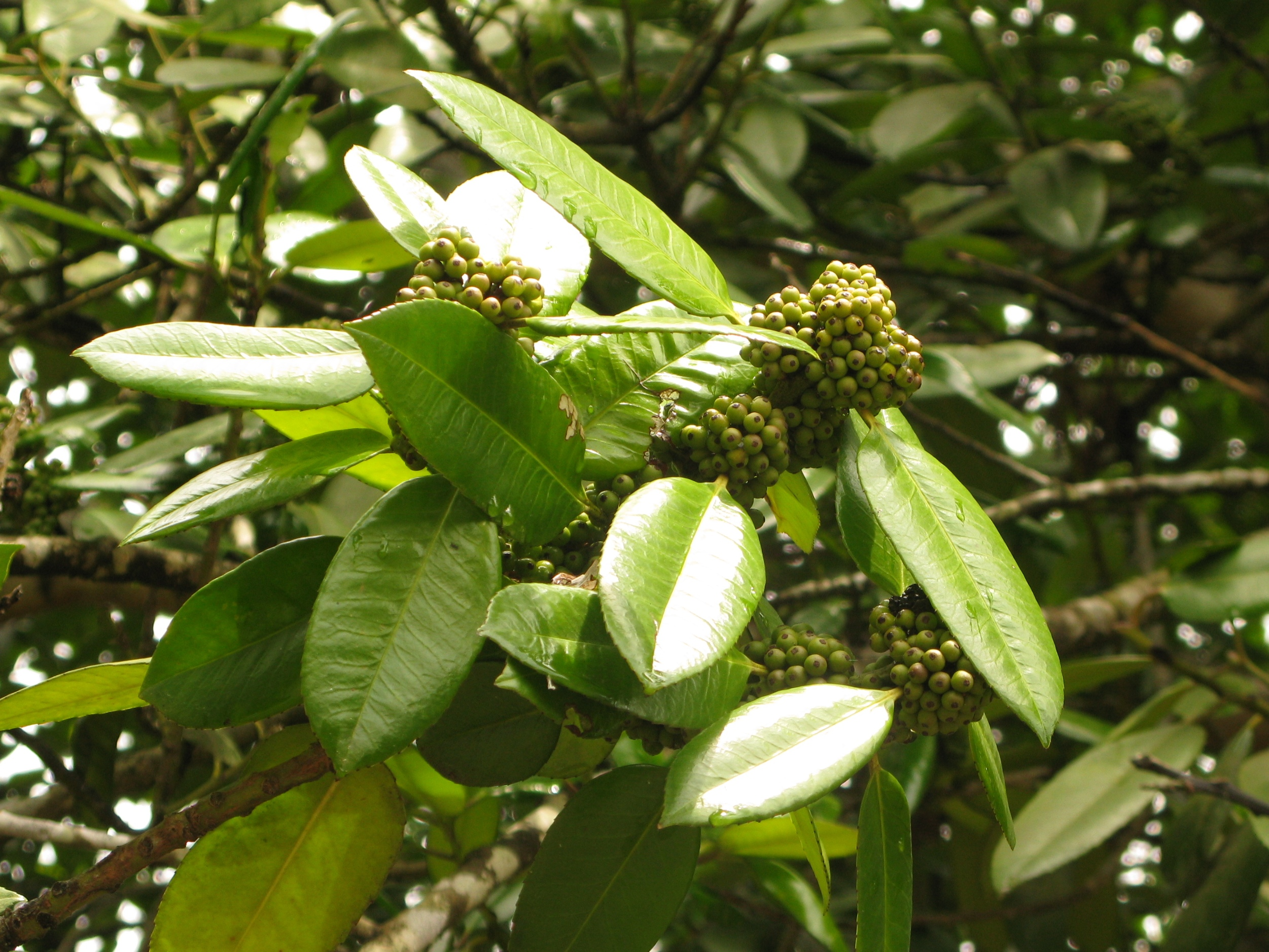